# Èvres
Èvres és un municipi francès situat al departament del Mosa i a la regió del Gran Est. L'any 2007 tenia 87 habitants.

## Demografia

### Població
El 2007 la població de fet d'Èvres era de 87 persones. Hi havia 36 famílies, de les quals 12 eren unipersonals (4 homes vivint sols i 8 dones vivint soles), 8 parelles sense fills, 12 parelles amb fills i 4 famílies monoparentals amb fills.
La població ha evolucionat segons el següent gràfic:
Habitants censats

### Habitatges
El 2007 hi havia 44 habitatges, 37 eren l'habitatge principal de la família, 2 eren segones residències i 4 estaven desocupats. 40 eren cases i 4 eren apartaments. Dels 37 habitatges principals, 27 estaven ocupats pels seus propietaris i 10 estaven llogats i ocupats pels llogaters; 2 tenien tres cambres, 9 en tenien quatre i 27 en tenien cinc o més. 33 habitatges disposaven pel capbaix d'una plaça de pàrquing. A 19 habitatges hi havia un automòbil i a 14 n'hi havia dos o més.

### Piràmide de població
La piràmide de població per edats i sexe el 2009 era:
| Homes | Edats   | Dones |
| ----- | ------- | ----- |
| 0     | 95 o +  | 0     |
| 0     | 90 a 94 | 0     |
| 0     | 85 a 89 | 0     |
| 0     | 80 a 84 | 4     |
| 0     | 75 a 79 | 0     |
| 0     | 70 a 74 | 8     |
| 4     | 65 a 69 | 0     |
| 0     | 60 a 64 | 0     |
| 0     | 55 a 59 | 0     |
| 8     | 50 a 54 | 4     |
| 8     | 45 a 49 | 8     |
| 4     | 40 a 44 | 0     |
| 0     | 35 a 39 | 4     |
| 0     | 30 a 34 | 4     |
| 0     | 25 a 29 | 0     |
| 4     | 20 a 24 | 4     |
| 0     | 15 a 19 | 8     |
| 4     | 10 a 14 | 0     |
| 12    | 5 a 9   | 0     |
| 0     | 0 a 4   | 0     |

## Economia
El 2007 la població en edat de treballar era de 55 persones, 42 eren actives i 13 eren inactives. De les 42 persones actives 40 estaven ocupades (23 homes i 17 dones) i 2 estaven aturades (2 dones i 2 dones). De les 13 persones inactives 6 estaven jubilades, 4 estaven estudiant i 3 estaven classificades com a «altres inactius».
Activitats econòmiques
L'any 2000 a Èvres hi havia 10 explotacions agrícoles.

## Poblacions més properes
El següent diagrama mostra les poblacions més properes.